# Зуева (Иркутская область)
Зуева — деревня в Качугском районе Иркутской области России. Входит в состав Манзурского муниципального образования. Находится примерно в 47 км к югу от районного центра.

## Население
По данным Всероссийской переписи, в 2010 году в деревне проживали 184 человека (103 мужчины и 81 женщина).